# Sarbedaran
Sarbedaran (en persan سربداران ; Les Pendus) est une série télévisée iranienne réalisée par Mohammad Ali Najafi pour la IRIB en 1984.
L'histoire de cette télé-série est basée sur le mouvement des Sarbadârs ou Sarbédâriens déclenché à Sabzevar en Iran.

## Fiche technique
- Titre original : Sarbedaran
- Scénariste : Keyhan Rahgozar
- Réalisateur : Mohammad Ali Najafi
- Année de production : 1984
- Diffuseur : IRIB
- Pays :  Iran
- Langue : Persan

## Distribution
- Amin Tarokh : Sheikh Hassan Jdouri
- Susan Taslimi : Fatemeh
- Ali Nassirian : Qazi Shareh
- Mohammad Ali Keshavarz : Khajdeh Ghoshiri
- Firouz Behjdat Mohammadi : Toghay
- Jamshid Layegh : Arghon Shah
- Afsaneh Bayegan : Torkan Khatoon
- Mohammad Abri : Ami Mahmoud Esfrayeni
- Enayat Bakhshi : Khan Bashtin
- Fathali Oveyssi : Ilchi Toghay
- Changiz Vossoughi : Mohammad Bayk